# Шахрох-шах
Шахрох-шах (21 марта 1734—1796) — четвертый и последний шах Персии из династии Афшаридов (1748—1795), сын Реза-Кули-мирзы (1719—1747) и внук знаменитого персидского шаха-полководца Надир-шаха.

## Биография
В июне 1747 года в своей ставке в Хабушане (Хорасан) Надир-шах был убит своими военачальниками Мамад-Кули-ханом, Афшар-беком и Сафахом. После смерти Надир-шаха крупные персидские военачальники и сановники собрались для избрания нового шаха. Их выбор пал на систанского наместника Али-Кули-мирзу, племянника Надир-шаха, который прибыл в Исфахан и занял шахский престол под именем Адил-шаха. Адил-шах задумал избавиться от всех возможных претендентов на престол и решил истребить потомство своего дяди Надир-шаха. В Келате был убит слепой Реза-Кули-хан (1719—1747), старший сын Надир-шаха, вместе с 13 сыновьями. В Мешхеде был казнен Насрулла-мирза (1724—1747), второй сын Надир-шаха, вместе со всеми сыновьями. Избежал смерти только 14-летний Шахрох-мирза, сын Реза-Кули-мирзы. По приказу Адил-шаха Шахрох был отправлен в Мешхед и заключен в темницу. В заключении Шахрох-мирза провёл один год.
В октябре 1748 года хорасанские вельможи освободили принца Шахрох-мирзу из заключения в Мешхеде и повозгласили его шахом Персии. Ибрахим-шах, разбивший, свергнувший и ослепивший своего брата Адил-шаха, собрал войско и выступил из Исфахана в поход на Мешхед. Но в Семнане большая часть войска Ибрахим-шаха подняла бунт и перешла на сторону Шахрох-шаха. Ибрахим-шах бежал, но был схвачен и доставлен в Мешхед. Вскоре туда был привезен и Адил-шах. По распоряжению Шахрох-шаха Адил-шах и Ибрахим-шах были казнены. Таким образом, Шахрох-шах остался единственным правителем Персии.
По свидетельству современников, Шахрох-шах отличался прекрасными душевными качествами, был скромен и человеколюбив. Однако царствовать ему пришлось недолго. В 1749 году в Куме, религиозном центре Ирана, произошло восстание, которое возглавил Мир Сеид — представитель свергнутой династии Сефевидов. В декабре повстанцы под предводительством Мир Сеида захватили Мешхед, Шахрох-шах был отстранен от трона и ослеплен. В январе 1750 года Мир Сеид провозгласил себя новым шахом и взошел на престол под именем Солеймана II. Через несколько месяцев военачальник Али-Юсуф свергнул Мир Сеида и вернул престол Шахрох-шаху.
После этого слепой Шахрох-шах правил в Мешхеде сорок пять лет. Его влияние иногда распространялось на большую часть Хорасана, а временами ограничивалось одним Мешхедом и его окрестностями — к 1750 году фактическим правителем Ирана стал Вакиль од-дауля («Уполномоченный государства») Керим-хан Зенд Мохаммад, сделавший в том году своей столицей Шираз, и правивший от имени Исмаила III; в 1763 году он захватил Азербайджан к югу от Аракса, завершив этим объединение Ирана.
В 1750 году на Мешхед ходил афганский шах Ахмад-шах Дуррани (1747—1772), который осадил город, но не смог взять его штурмом. В следующем 1751 году Мешхед захватил Амир Алам-хан, предводитель арабских племен. Амир Алам-хан правил в Мешхеде в течение трех лет. В 1754 году сторонники Шахрох-шаха схватили и казнили Амир Алам-хана. В том же 1754 году афганский шах Ахмад вторично вторгся в Хорасан и осадил Мешхед. Шахрох-мирза вынужден был прибыть в ставку Ахмад-шаха, заключил с ним унизительное соглашение и признал его верховную власть. Ахмад-шах назначил Шахрох-шаха наместником в Мешхедской области.
В 1768 году Шахрох-шах был отстранен от власти своим сыном Насрулла-мирзой. В 1770 году афганский правитель Ахмад-шах Дуррани с войском вторгся в Хорасан и в третий раз осадил Мешхед, но не смог его захватить. В 1775 году слепой Шахрох-шах смог отстранить от власти своего сына и изгнать его из города. В 1782 году Насрулла-мирза вернул себе власть в Мешхеде и правил вплоть до своей смерти в 1785 году.
В 1795 году персидский шах Ага Мохаммед Шах Каджар с большим войском вступил в Хорасан и подступил к Мешхеду. Старый и слепой Шахрох-шах не решился оказать ему сопротивление, вышел из Мешхеда и подчинился Ага Мохаммед Шаху. Ага Мохаммед Каджар потребовал от Шахрох-шаха, чтобы он сообщил ему, где скрыты сокровища Надир-шаха. Шахрох-мирза отказался и был подвергнут жестоким пыткам. Его жгли расплавленным свинцом. Шахрох-шах был сослан в Мазандаран, но по пути в Дамгане в 1796 году скончался.

## Жёны и дети
- дочь его двоюродного брата по отцу, Казима Хана Афшара Кирклу, и Гаухар ун-ниссы
- дочь Фаридуна Хана из Грузии
- Хабиба Султан Бегум
- Фатима Ханум из Кандагара
- Сиядат Бегум
- Гаухар Густ Ханум, дочь Гуашарана.

У Шахроха от разных жен было семнадцать сыновей и четырнадцать дочерей:
- Шахзаде Насрулла мирза (1750—1787)
- Шахзаде Мухаммад Надир Султан мирза (? — 1803)
- Шахзаде Аббас мирза, ослеплен в 1803 году
- Шахзаде Кахраман-мирза
- Шахзаде Имам Кули мирза
- Шахзаде Исмаил-мирза
- Шахзаде Реза Кули мирза
- Шахзаде Реза Али мирза
- Шахзаде Ибрагим-мирза
- Шахзаде Али-мирза
- Шахзаде Хайдар-мирза
- Шахзаде Яздан Бахш-мирза
- Шахзаде Халиль-мирза
- Шахзаде Султан Мурад-мирза
- Шахзаде Шахзанан-мирза
- Шахзаде Кахар Кули-мирза
- Шахзаде (имя неизвестно)
- Шахзади Гаухар Шад Бегум
- Шахзади Кайзер Ханум
- Шахзади (имя не известно)
- Шахзади Гульрух Бегум
- Шахзади Фатх Ун-Ниса ханум
- Шахзади Зайнаб Ханум
- Шахзади (имя неизвестно)
- Шахзади Хайр Ун-Ниса ханум
- Шахзади (имя неизвестно)
- Шахзади Шах Занан Ханум
- Шахзади Сакина Ханум
- Шахзади Намаа (Мах) Ханум